# Telipogon hoppii
Telipogon hoppii är en orkidéart som beskrevs av Rudolf Schlechter. Telipogon hoppii ingår i släktet Telipogon och familjen orkidéer.
Artens utbredningsområde är Colombia. Inga underarter finns listade i Catalogue of Life.